# Александър Караиванов
Александър Иванов Караиванов е роден на 14 ноември 1925 г. в с. Хърсово, Кеманларско. Завършва средното си образование в Шумен, а висше агрономическо – в София през 1952 г., след което постъпва нато научен сътрудник в Земеделска опитна станция (сегашен Институт по земеделие и семезнание) „Образцов чифлик“ край гр. Русе. Там започва интензивна работа по селекция на пшеницата на основата на най-добрите селекционни постижения в света, особено на италианската селекция от интензивен тип.
През 1963 г.е преместен в Института по пшеницата и слънчогледа (ИПС) „Добруджа“ (сегашен Добруджански земеделски институт) Генерал Тошево, който по онова време се обособява като Национален център по пшеницата и слънчогледа. Тук създава 9 сорта зимна мека пшеница, като сортът „Еритроспермум 1916“ е и първия сорт на института от новото интензивно направление. След него се появяват сортовете „Кремена“, „Китен“, „Кардам“, „Крапец“, „Калоян“, „Стожер“, „Ясен“ и „Свилена“.
Караиванов донася и внедрява в практиката френския пивоварен ечемик „Алфа“.
Защитава дисертация, избран е за ст.н.с. II ст., а след това – и за ст.н.с. I ст. За неговото израстване като учен допринасят и дългосрочните му специализации във Франция и Белгия и краткосрочните в тогавашния СССР, Германия, САЩ, Румъния, Полша и др.
Успоредно със селекционната работа Караиванов извършва значителна изследователска дейност по биология и технология на отглеждане на пшеницата. Резултатите от тази дейност са публикувани в 69 научни труда, 2 монографии, 1 книга и 1 брошура, изготвени самостоятелно или в съавторство. Известен и като активен популяризатор и внедрител на научните постижения в практиката.
В ИПС „Добруджа“ Караиванов заема различни длъжности. От 1976 до 1980 г. завежда Секция по селекция на пшеницата, а от 1980 до 1990 г. е директор на института. Като директор има заслуги за пробива на българския слънчогледов хибрид „Албена“ във Франция, който след регистрацията и вписването му във френския национален каталог заема 50% от площите, засети със слънчоглед в тази страна. Обявен за най-сполучлив в света хибрид, „Албена“ донася не само огромен престиж на българската аграрна наука, но и милиони левове приходи, вложени в научната работа на ИПС „Добруджа“, а оттам и голяма стабилност на института край Генерал Тошево.
Александър Караиванов е удостоен със званието „Заслужил деятел на науката“.
Умира на 3 ноември 2006 г. в Добрич.